# Messier 90
Messier 90 (M90 o NGC 4569) és una galàxia espiral situada a uns 60 milions d'anys llum en la constel·lació de la Verge. Va ser descoberta per Charles Messier en 1781. M90 és una de les espirals més grans del Cúmul de la Verge.

## Formació estel·lar
La formació estel·lar en aquesta galàxia apareix truncada a causa de la interacció amb el gas sobreescalfat del centre del cúmul galàctic. Els braços espirals tenen un aspecte llis, sense trets distintius, amb una lluentor uniforme que li donen un aspecte fossilitzat, diferència de les galàxies on hi ha abundància de formació estel·lar, que presenten un aspecte més granulat. Aquest fet és degut al fregament amb el gas intergalàctic calent situat en el cúmul, que els despulla d'hidrogen neutre; aquesta galàxia és un dels millors exemple de "galàxia anèmica" (galàxies espirals pobres en hidrogen neutre). J.D. Wray va llançar la hipòtesi que aquesta galàxia podria estar evolucionant cap a un estat similar al de M64, un sistema lenticular (SO).
No obstant això, al centre d'M90 si que es produeix una significativa activitat de formació estel·lar. Múltiples supernoves en el seu nucli han produït forts vents que estan escombrant el medi interestel·lar galàctic des de fora cap al medi interior del cúmul.

## Desplaçament cap al vermell
L'espectre d'M90 mostra un desplaçament cap al blau atípic que indica que la galàxia s'acosta a la Terra, a diferència de la major part de les galàxies que mostren un desplaçament cap al vermell en estar allunyant-se de nosaltres. Se suposa que aquest desplaçament cap al blau és el resultat de les grans velocitats que tenen les galàxies dintre del Cúmul de la Verge. Possiblement està en procés de sortir d'ell; s'ha especulat que ja podria haver-lo abandonat i estar situada a una distància considerablement més propera a nosaltres. Només una galàxia M86, s'aproxima més ràpidament.
M90 té com a companya una galàxia satèl·lit irregular anomenada IC3583.